# 三民主義青年団

団章

三民主義青年団（さんみんしゅぎせいねんだん、簡稱は三青団）は1938年7月9日、武昌に於いて成立した中国国民党系の組織。初代団長として蔣介石、陳誠が書記長に就任した。三青団は国民党の指導下の青年組織であったが、1947年9月に開催された国民党第6回四中全会及び中央党団聯席会議により、党組織の統合を決定し三青団を国民党本体に統合、三青団員は一律国民党に入党し、国民党中央執行委員会下の中国国民党青年団に改変された。